# Demonax subobscuricolor
Demonax subobscuricolor là một loài bọ cánh cứng trong họ Cerambycidae.